# Monumentos megalíticos na povoação de Antas
Os Monumentos megalíticos na povoação de Antas referem-se a duas antas no "Lugar das Antas", em Arruda dos Vinhos, Portugal.

## História
Um primeiro estudo das mesmas foi realizado durante o século XIX. Posteriormente, e já no século XX, nos anos 80 uma delas foi destruída em trabalhos de reflorestação e outra que se encontrava no Casal das Antas foi igualmente destruída servindo actualmente as pedras restantes como abrigo de uma pequena horta. Durante a construção da A10 o estado das referidas antas foi reconfirmado e neste momento apenas restam as pedras mais ou menos espalhadas pela área.